# ولادیمیر سینیافسکی
ولادیمیر سینیافسکی (اوکراینی: Володимир Іванович Синявський؛ ۱۸ فوریه ۱۹۳۲ – ۲۷ دسامبر ۲۰۱۲) کشتی‌گیر اوکراینی‌تبار اهل شوروی بود.
وی در مسابقات کشوری و بین‌المللی در مجموع برندهٔ ۲ مدال طلا، ۲ مدال نقره شده‌است.